# La Petite-Raon
La Petite-Raon ist eine französische Gemeinde im Département Vosges in der Region Grand Est (bis 2015 Lothringen). Sie gehört zum Arrondissement Saint-Dié-des-Vosges und zum Kanton Raon-l’Étape. Die Bewohner nennen sich Rainnais(es).

## Geografie
La Petite-Raon liegt in den Vogesen im Tal des Rabodeau.
Die angrenzenden Gemeinden sind Celles-sur-Plaine, Moussey, Le Mont, Vieux-Moulin und Senones.

## Bevölkerungsentwicklung
| 1962 | 1968 | 1975 | 1982 | 1990 | 1999 | 2008 | 2014 |
| ---- | ---- | ---- | ---- | ---- | ---- | ---- | ---- |
| 1544 | 1386 | 1409 | 1147 | 982  | 913  | 888  | 785  |

## Geschichte
Am 24. September 1944 fand im Rahmen der Aktion Waldfest durch Wehrmacht, Gestapo und französische Miliz eine Razzia in  La Petite-Raon und fünf Nachbargemeinden statt. Dabei plünderte das Einsatzkommando Ernst Häuser und Höfe. 191 Männer wurden über das Sicherungslager Schirmeck in das KZ Dachau deportiert und der Großteil überlebte nicht. 

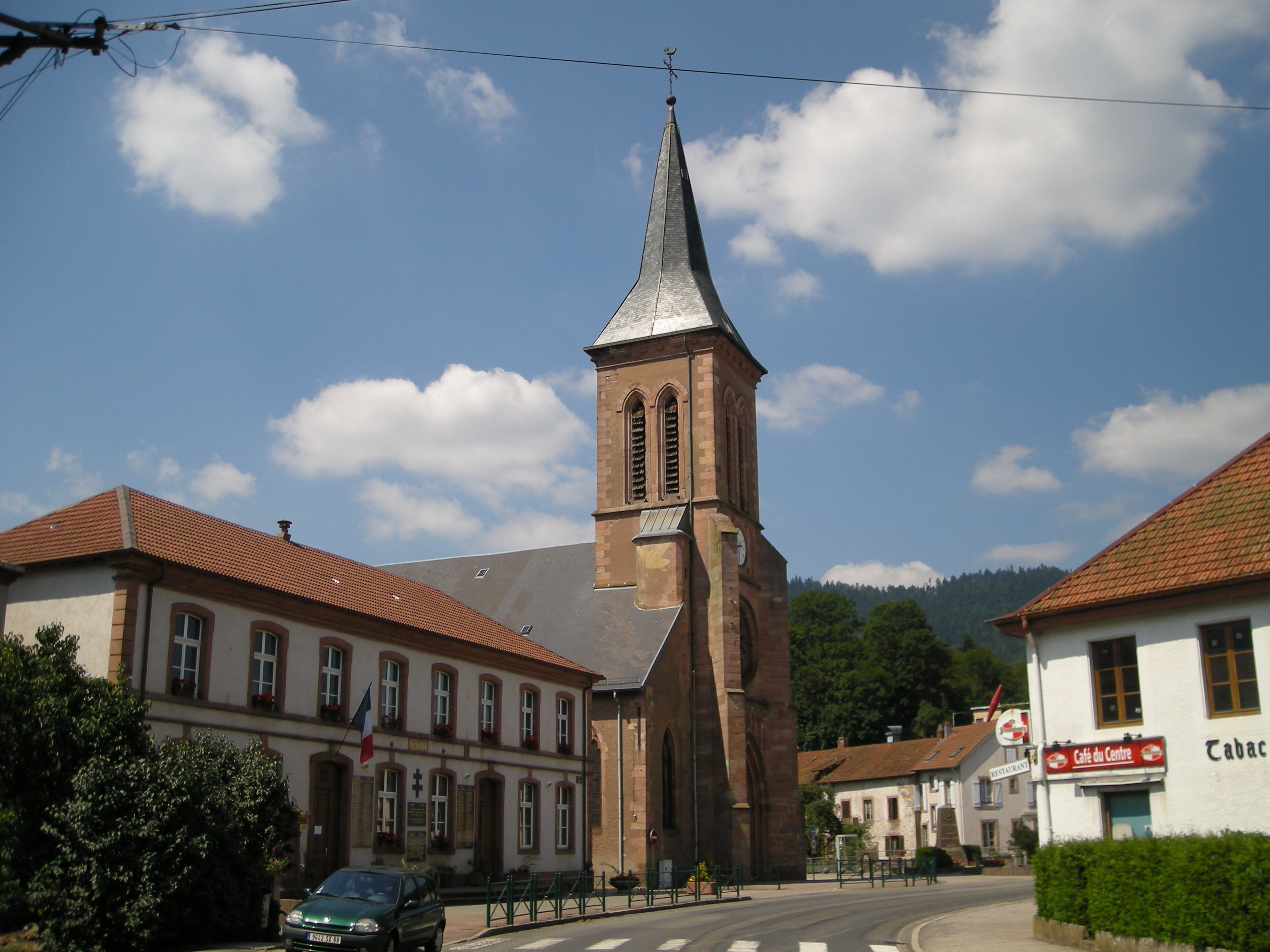
Mairie und Kirche Saint-Sébastien-et-Saint-Quirin